# Maler von Louvre G 36
Maler von Louvre G 36 ist der Notname eines griechischen Vasenmalers, der gegen Ende des 6. Jahrhunderts v. Chr. in Athen tätig war.

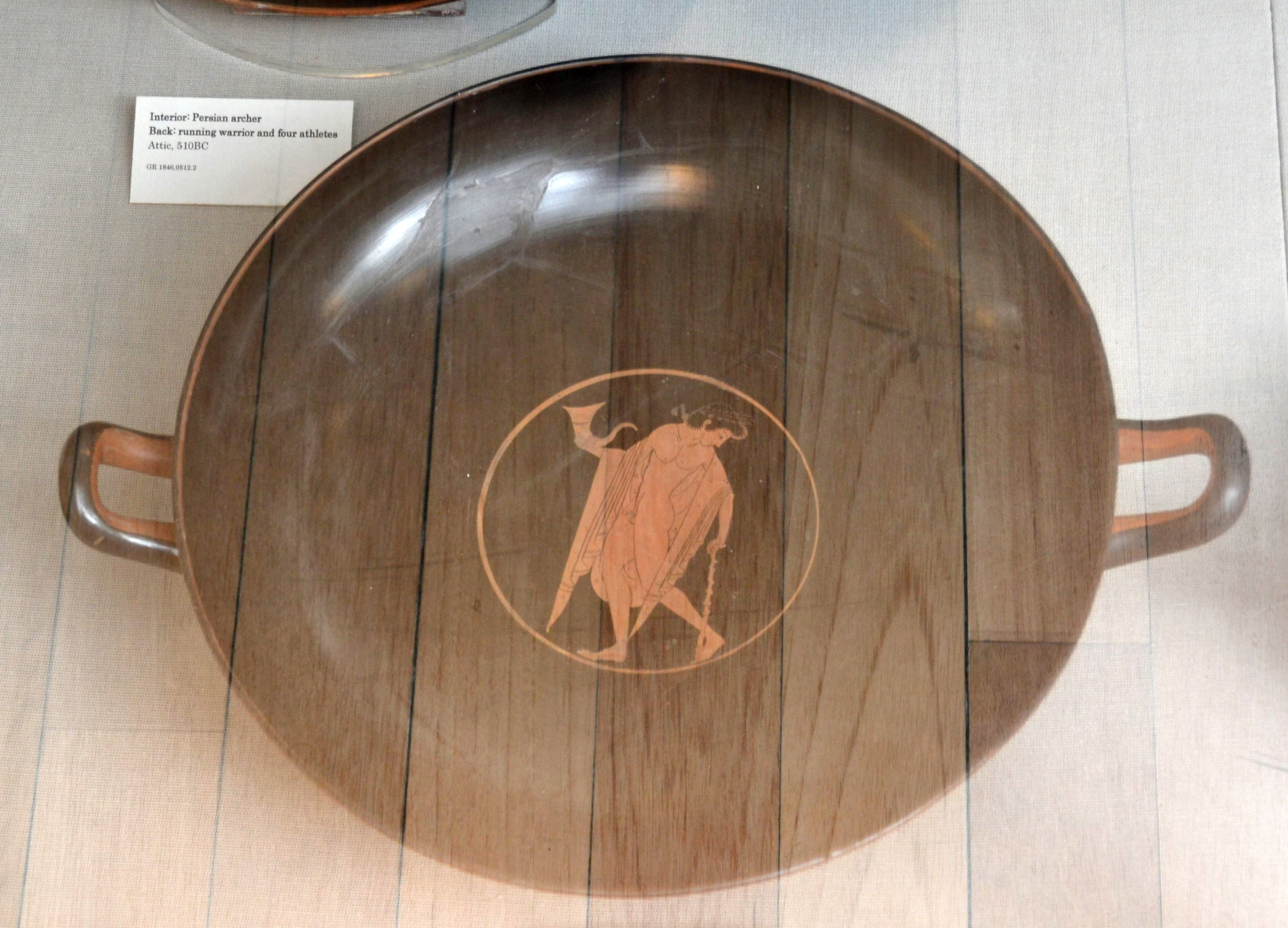
Schale im British Museum E 36

Der Maler von Louvre G 36, der etwa zur selben Zeit wie die sogenannte „Pioniergruppe“ des rotfigurigen Stils aktiv war, gehörte zu den frühesten rotfigurigen Schalenmalern. Wie auch andere Schalenmaler dieser Zeit testete der Maler von Louvre G 36 die Möglichkeiten der neuen Technik aufgrund der vergleichsweise kleineren Arbeitsfläche – des Inneren sowie der beiden Außenseiten der Schalen – noch nicht in derselben Tiefe aus, wie es die Vertreter der Pioniergruppe auf größeren Vasen schon taten, dennoch trugen auch die Schalenmaler ihren Teil zum Erfolg des neuen Stils bei.
Der Louvre besitzt neben zwei Schalen aus der Sammlung Campana vier Schalen, die vom Töpfer Kachrylion signiert wurden. Diese besitzen die Inventarnummern G 35 bis G 38. G 35 wurde vom Hermaios-Maler bemalt und hat mit den drei anderen Schalen bei der Bemalung keine größeren Übereinstimmungen. Die anderen drei Schalen sind recht ähnlich. Die mittlere Schale ist qualitativ indes besser als die anderen beiden. Sie wurde von John D. Beazley dem Thalia-Maler zugewiesen. Bei den beiden anderen Schalen hat Beazley eine gemeinsame Malerhand erkannt. Nach einer der beiden Schalen mit der Inventarnummer G 36 wird der Vasenmaler nun mit seinem Notnamen bezeichnet.
Beazley hat unter den zehntausenden erhaltenen rotfigurigen attischen Vasen und Vasenfragmente vier weitere Schalen, beziehungsweise in drei Fällen Fragmente von Schalen, gefunden, die sehr an die beiden Werke des Malers von Louvre G 36 erinnern, wohl aber nicht von seiner Hand sind. Dennoch wollte er in diesen insgesamt sechs Vasen keine Gruppe sehen. Fast alle Schalen und Fragmente zeigen Athleten, wobei diese sowohl auf den Außenseiten wie auch im Tondo (Innen) gezeigt werden können. Zudem sind mehrfach Komasten gezeigt, mythologische Bilder sind die Ausnahme.
Werkliste
Die ersten zwei Schalen wurden dem Maler von Louvre G 36 zugewiesen, die vier weiteren in die stilistische Nähe (not far from the Painter of Louvre G 36), alle Zuschreibungen durch John D. Beazley:
1. Schale Standardform B; Louvre, Paris, Inventarnummer G 36; Motiv Außen A: Athlet am Waschbecken, Motiv Außen B: siegreicher Athlet, Motiv Innen: Ballspieler[1]
2. Schale Standardform B; Louvre, Paris, Inventarnummer G 38; Motiv Außen A: Musikdarbietung – Musiker auf einem Podest, daneben Zuschauer, Motiv Außen B: wie A, nur der Musiker ist hier wohl ein Sänger, Motiv Innen: Athlet, der sich über den Arm streicht[2]
3. Schalenfragment einer Schale mit Lippe; Cabinet des Médailles, Paris, Inventarnummer 519; Motiv Außen A: rechts Athlet, links Flötenspieler[3]
4. Schalenfragmente, unter der Nutzung von Intentional Red; Agoramuseum, Athen, Inventarnummer P 1265; gefunden auf der Agora von Athen; Motiv Außen A: Athleten, möglicherweise Boxer[4]
5. Schale; British Museum, London, Inventarnummer E 36; gefunden in Vulci; Motiv Außen A: Motive aus den Taten des Theseus – Prokrustes, Kerkyon, Minotauros, Motiv Außen B: weitere Motive aus den Taten des Theseus – Marathonischer Stier, Wildsau Phaia, Motiv Innen: Komast[5]
6. Schalenfragment; Archäologisches Nationalmuseum, Athen, Inventarnummer Acr. 2.194 (= 115; = 115); gefunden auf der Akropolis von Athen; Motiv Innen: Hermes[6]